# Promozione Abruzzo 1973-1974
Nella stagione 1973-1974 la Promozione era il quinto livello del calcio italiano (il massimo livello regionale). Qui vi sono le statistiche relative al campionato in Abruzzo.
Il campionato è strutturato in vari gironi all'italiana su base regionale, gestiti dai Comitati Regionali di competenza. Promozioni alla categoria superiore e retrocessioni in quella inferiore non erano sempre omogenee; erano quantificate all'inizio del campionato dal Comitato Regionale secondo le direttive stabilite dalla Lega Nazionale Dilettanti, ma flessibili, in relazione al numero delle società retrocesse dal Campionato Interregionale e perciò, a seconda delle varie situazioni regionali, la fine del campionato poteva avere degli spareggi sia di promozione che di retrocessione.

## Squadre partecipanti
| Club                 | Città                     |
| -------------------- | ------------------------- |
| A.S. Angizia         | Luco dei Marsi (AQ)       |
| F.C. Avezzano        | Avezzano (AQ)             |
| A.S. Carsoli         | Carsoli (AQ)              |
| A.S. Casoli          | Casoli (CH)               |
| A.S. Cliternum       | Celano (AQ)               |
| S.S. Francavilla     | Francavilla al Mare (CH)  |
| S.S. Fucense         | Trasacco (AQ)             |
| S.P. Hatria          | Atri (TE)                 |
| G.S. Juventus        | Teramo (TE)               |
| A.P. Montesilvano    | Montesilvano (PE)         |
| A.S. Montorio Calcio | Montorio al Vomano (TE)   |
| F.C. Nereto          | Nereto (TE)               |
| S.S. Pro Pescara     | Pescara (PE)              |
| A.P. Rosetana        | Roseto degli Abruzzi (TE) |
| Pol. Sagittario      | Pratola Peligna (AQ)      |
| S.S.C. Silvi         | Silvi (TE)                |

### Classifica finale
|  | Pos. | Squadra      | Pt | G  | V  | N  | P  | GF | GS | DR  |
|  | ---- | ------------ | -- | -- | -- | -- | -- | -- | -- | --- |
|  | 1.   | Rosetana     | 46 | 30 | 22 | 2  | 6  | 51 | 15 | +36 |
|  | 2.   | Francavilla  | 42 | 30 | 18 | 6  | 6  | 45 | 15 | +30 |
|  | 3.   | Avezzano     | 41 | 30 | 15 | 11 | 4  | 32 | 15 | +17 |
|  | 4.   | Montesilvano | 37 | 30 | 16 | 5  | 9  | 42 | 20 | +22 |
|  | 5.   | Casoli       | 31 | 30 | 13 | 5  | 12 | 31 | 31 | 0   |
|  | 6.   | Nereto       | 31 | 30 | 12 | 7  | 11 | 32 | 34 | -2  |
|  | 7.   | Fucense      | 27 | 30 | 10 | 7  | 13 | 27 | 34 | -7  |
|  | 8.   | Hatria       | 27 | 30 | 6  | 15 | 9  | 26 | 33 | -7  |
|  | 9.   | Juventus     | 26 | 30 | 6  | 14 | 10 | 20 | 26 | -6  |
|  | 10.  | Carsoli      | 26 | 30 | 9  | 8  | 13 | 18 | 31 | -13 |
|  | 11.  | Silvi        | 25 | 30 | 7  | 11 | 12 | 21 | 24 | -3  |
|  | 12.  | Cliternum    | 25 | 30 | 8  | 9  | 13 | 24 | 34 | -10 |
|  | 13.  | Sagittario   | 25 | 30 | 9  | 7  | 14 | 23 | 39 | -16 |
|  | 14.  | Montorio     | 25 | 30 | 8  | 9  | 13 | 17 | 38 | -21 |
|  | 15.  | Pro Pescara  | 24 | 30 | 8  | 8  | 14 | 24 | 31 | -7  |
|  | 16.  | Angizia      | 22 | 30 | 9  | 4  | 17 | 25 | 38 | -13 |

- Discrepanza di 5 reti nel computo totale reti fatte/subite (448/453)